# Telchinia pentapolis
Telchinia pentapolis is een vlinder uit de familie van de Nymphalidae. De wetenschappelijke naam van de soort is voor het eerst gepubliceerd in 1871 door Christopher Ward.

## Verspreiding
De soort komt voor in Kameroen, Gabon, Congo-Kinshasa, Oeganda, Kenia, Rwanda, Tanzania, Angola, Zambia, Malawi, Mozambique en Zimbabwe.

## Habitat
Deze zeldzame soort komt voor in bosgebieden en houdt zich vaak op rond de toppen van de hoogste bomen. De soort komt in Tanzania voor tussen 600 en 2100 meter hoogte.

## Waardplanten
De rups leeft op diverse soorten van de brandnetelfamilie (Urticaceae) t.w. Boehmeria nivea, Musanga smithi, Myrianthus arboreus en Myrianthus holstii.

## Ondersoorten
- Telchinia pentapolis pentapolis (Ward, 1871) (Kameroen, Gabon, Congo-Kinshasa, Oeganda, West-Kenia, Rwanda, West-Tanzania, Angola, Noordwest-Zambia)
- Telchinia pentapolis epidica (Oberthür, 1893) (Tanzania, Zambia, Malawi, Mozambique en Zimbabwe)
  - = Acraea epidica Oberthür, 1893
  - = Acraea pentapolis epidica Oberthür, 1893
  - = Hyalites (Hyalites) pentapolis epidica (Oberthür, 1893)